# Медаль «За оборону Москвы»
Меда́ль «За оборо́ну Москвы́» учреждена Указом Президиума ВС СССР от 1.05.1944 об учреждении медали «За оборону Москвы». Автор рисунка медали — художник Н. И. Москалёв.

## Положение о медали
Медалью «За оборону Москвы» награждались все участники обороны Москвы:
- все военнослужащие и вольнонаёмный состав Красной армии и войск НКВД, участвовавшие в обороне Москвы не менее одного месяца за время с 19 октября 1941 года по 25 января 1942 года;
- лица из гражданского населения, принимавшие непосредственное участие в обороне Москвы не менее одного месяца за время с 19 октября 1941 года по 25 января 1942 года;
- военнослужащие частей Московской зоны ПВО и частей МПВО, а также лица из гражданского населения — наиболее активные участники обороны Москвы от воздушных налётов противника с 22 июля 1941 года по 25 января 1942 года;
- военнослужащие и гражданские лица из населения города Москвы и Московской области, принимавшие активное участие в строительстве оборонительных рубежей и сооружений оборонительного рубежа Резервного фронта, Можайского, Подольского рубежей и Московского обвода;
- партизаны Московской области и активные участники обороны города-героя Тулы.

Медаль «За оборону Москвы» носится на левой стороне груди и при наличии других медалей СССР располагается после медали «За оборону Ленинграда».
Первое вручение медали «За оборону Москвы» состоялось 20 июля 1944 года. Её вручили И. В. Сталину вместе с удостоверением к ней № 000001.
По состоянию на 1 января 1995 года медалью «За оборону Москвы» награждено приблизительно 1 028 600 человек.

## Описание медали
Медаль «За оборону Москвы» изготовляется из латуни и имеет форму правильного круга диаметром 32 мм.
На лицевой стороне медали кремлёвская стена. На фоне кремлёвской стены изображён танк Т-34 с группой бойцов на нём. В левой части медали изображение памятника Минину и Пожарскому и в правой части медали — башня.
Над кремлёвской стеной виден купол здания Правительства с флагом, на флаге — серп и молот. Над куполом — силуэты самолётов. В верхней части медали по окружности надпись «ЗА ОБОРОНУ МОСКВЫ». В нижней части медали по окружности лавровый венок, у нижних концов ветвей пятиконечная звёздочка. Лицевая сторона медали окаймлена выпуклым бортиком.
На оборотной стороне медали надпись «ЗА НАШУ СОВЕТСКУЮ РОДИНУ». Над надписью изображены серп и молот.
Все надписи и изображения на медали выпуклые.
Медаль при помощи ушка и кольца соединяется с пятиугольной колодкой, обтянутой шёлковой муаровой лентой шириной 24 мм. На ленте три продольные оливковые полоски шириной 5 мм каждая и две красные полоски шириной 4 мм каждая. Края ленты окантованы узкими красными полосками.

## В филателии

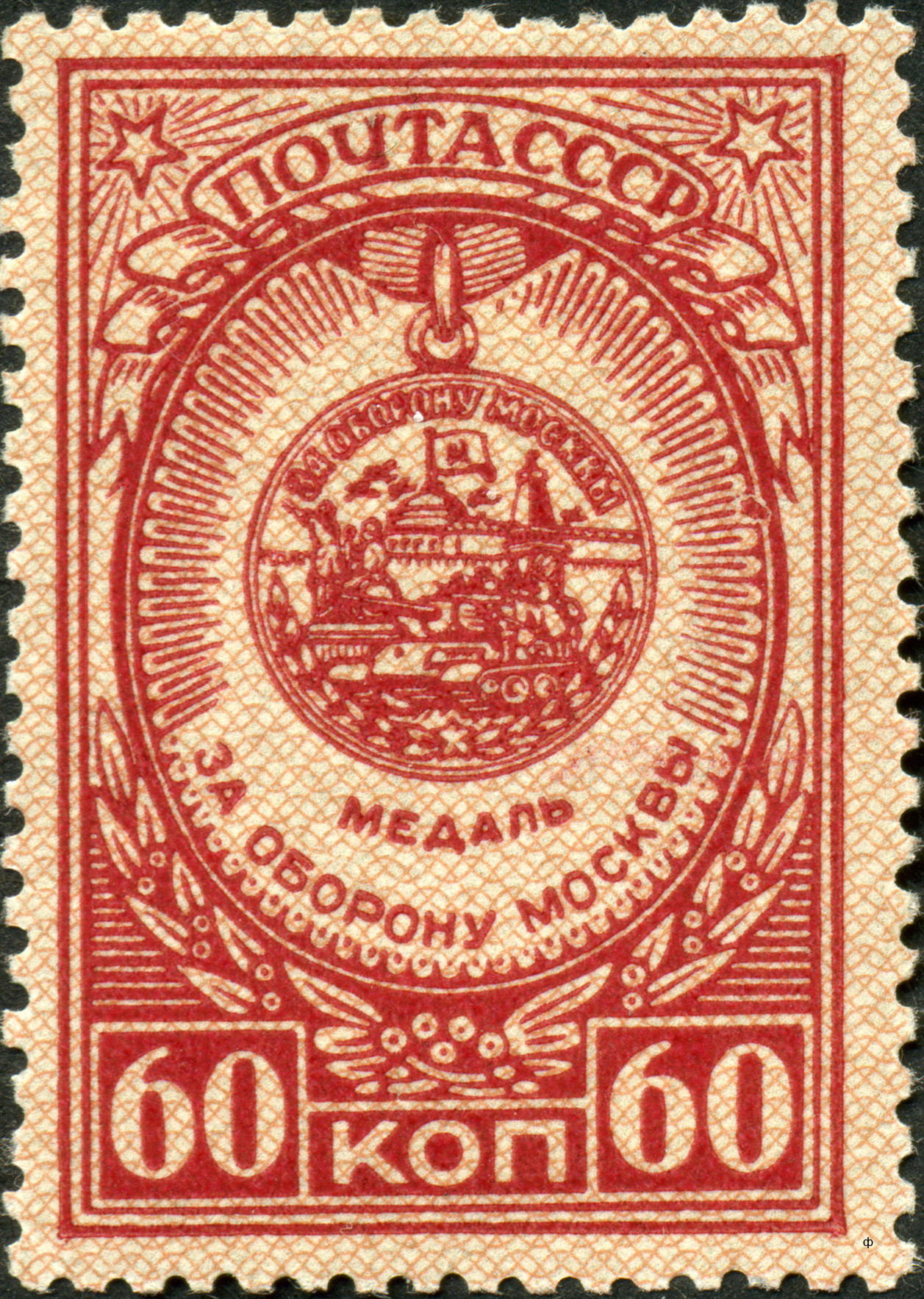
Почтовая марка (номинал 0,60 руб.) 1946 года
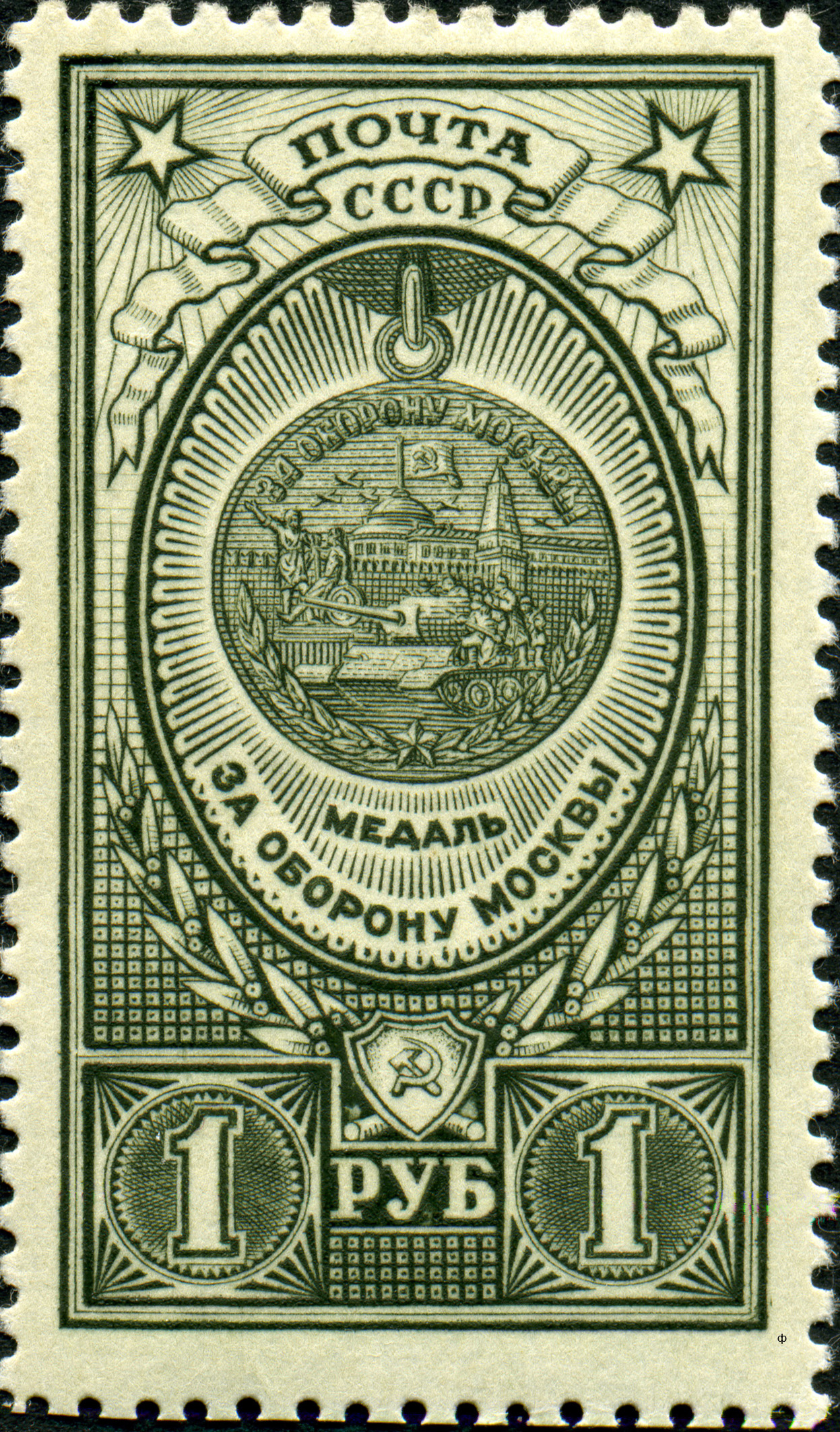
Почтовая марка (номинал 1,00 руб.) 1946 года